# Чогі
Чоги (груз. ჩოგი) — страва грузинської кухні. Це овочева закуска, (салат із запеченого буряка, зеленої цибулі та сушеного кизилу.
Усі складові салату готуються окремо. Буряк миється, запікається в духовці, чиститься та дрібно нарізується. Кизил відварюється та перетирається до отримання пюре. Для заправки дрібно нарізується цибуля та зелень (петрушка, кінза, м'ята)..